# Edersee

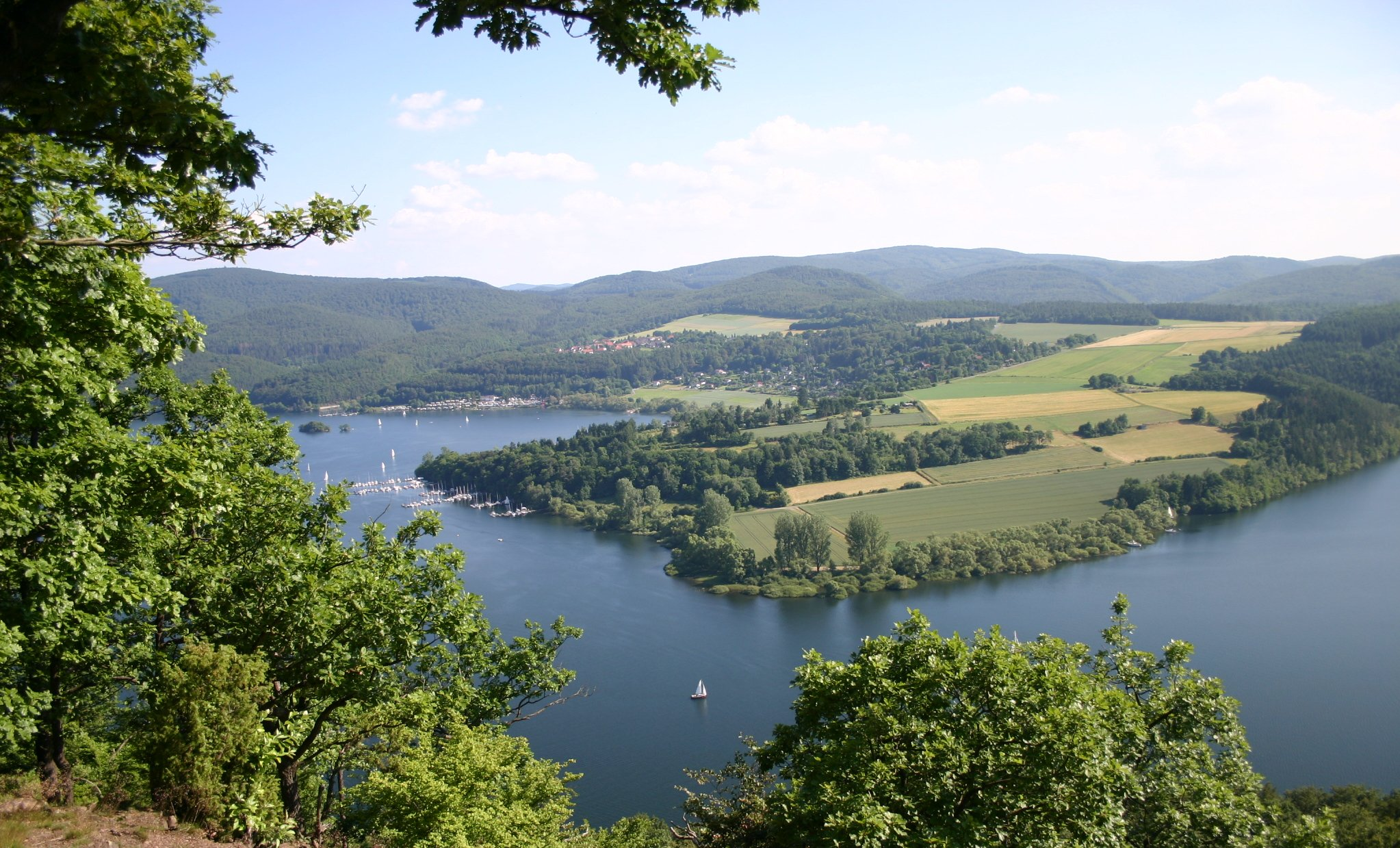

Edersee, Ederstausee – jezioro zaporowe na rzece Eder w powiecie Waldeck-Frankenberg w Niemczech. Powierzchnia tego jeziora wynosi 11,8 km², długość 27 km. W okolicy znajduje się Park Narodowy Kellerwald-Edersee.

Elektrownia wodna

Zbiornik gromadzi ok. 200 mln m³ wody, co daje mu trzecią pozycję w Niemczech. Maksymalny bezpieczny poziom lustra wody został wyznaczony na 244,97 m n.p.m. Różnica wysokości na zaporze wynosi 48 m. Okazjonalnie konieczny jest awaryjny spust wody – ostatnio (2021) zdarzyło się to w 2007 i kwietniu 2021.